# 6905 Miyazaki
6905 Miyazaki eller 1990 TW är en asteroid i huvudbältet som upptäcktes den 15 oktober 1990 av de båda japanska astronomerna Kazuro Watanabe och Kin Endate vid Kitami-observatoriet. Den är uppkallad efter den japanske amatörastronomen Isao Miyazaki.
Asteroiden har en diameter på ungefär 13 kilometer och den tillhör asteroidgruppen Eunomia.